# Biserica Sfinții Împărați Constantin și Elena din Caracas

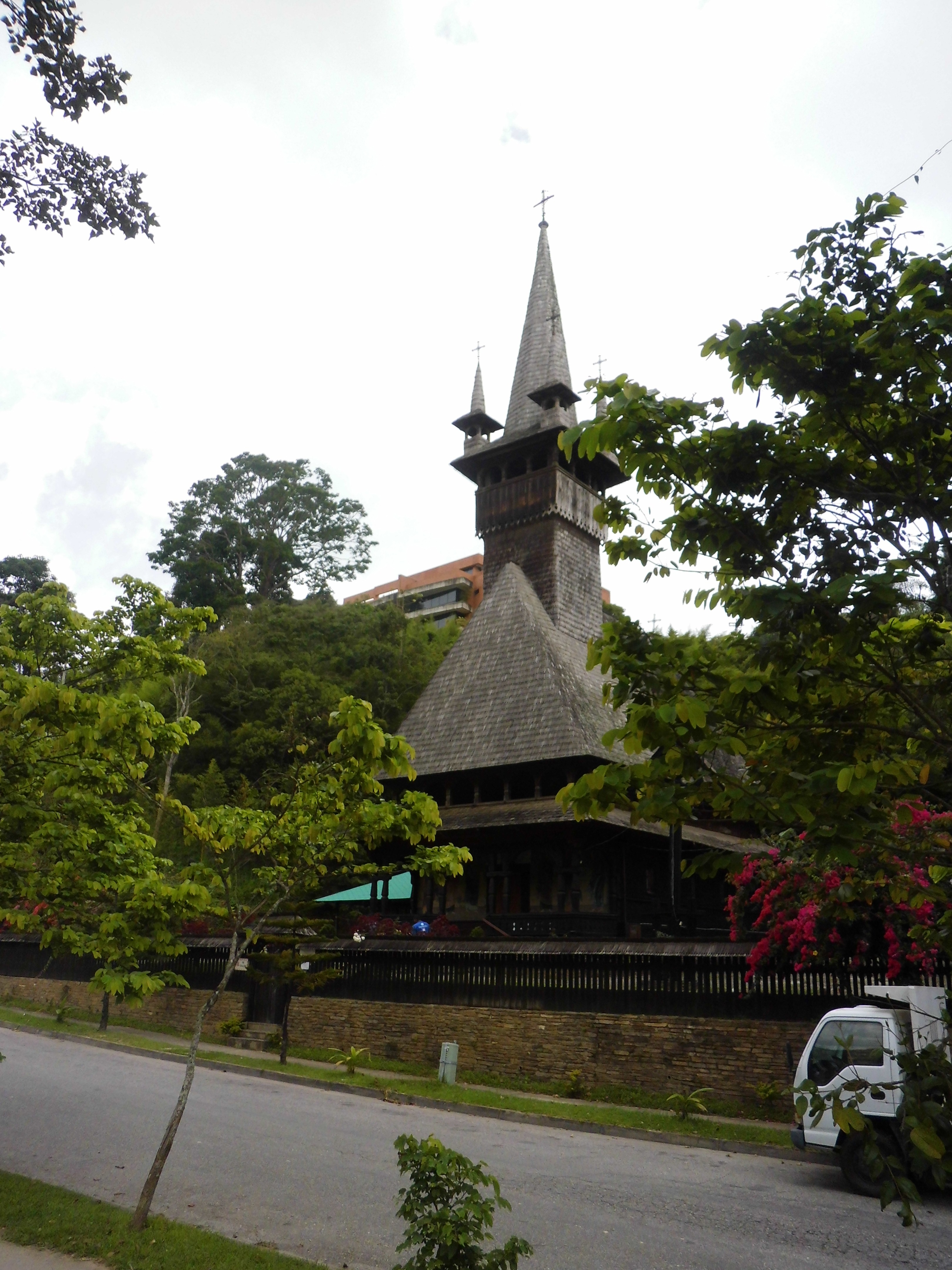
Biserica ortodoxă din Caracas

Biserica Sfinții Împărați Constantin și Elena este o biserică ortodoxă aflată în capitala venezueleană Caracas. 
Biserica este o donație a Bisericii Ortodoxe Venezuelene și a Guvernului României pentru credincioșii ortodocși ce trăiesc în această comunitate. Terenul pe care a fost clădită biserica a fost cedat de către primăria orașului. A fost realizată de meșteșugari din Maramureș. La fabricarea ei nu au fost folosite cuie sau alte obiecte metalice. Pictura este în stil neobizantin executată de Horju Mihai și Horju Ruxanda și finalizată de Titiana Popa și Mihaela Profiriu-Mateescu. Turla care servește și drept clopotniță are o înălțime de peste 30 metri. Totalitatea pieselor din lemn au fost aduse din România. 
Biserica a fost inaugurată în 1999.